# Victor Gonzalez
Victor Gonzalez é um diretor de televisão estadunidense.
Ele começou sua carreira como operador de câmera no sitcom ALF. Ele continuou operando câmeras por muitos anos nos sitcoms Roseanne, Married... with Children, Home Improvement, Reba e That's So Raven.
Ele fez sua estreia como diretor no sitcom do Telemundo, Los Beltrán em 2000. Ele então começou a dirigir episódios de Half & Half, George Lopez, Wizards of Waverly Place, Pair of Kings, I'm in the Band, A.N.T. Farm, Rules of Engagement, Lab Rats, Level Up, Kickin' It, Jessie, See Dad Run, Wendell & Vinnie, Instant Mom, The Thundermans e Mike & Molly. Ele também dirigiu The Wizards Return: Alex vs. Alex, um episódio especial com base na série do Disney Channel, Wizards of Waverly Place.